# Чорторийський (загальнозоологічний заказник)
Чортори́йський зака́зник — загальнозоологічний заказник місцевого значення в Україні. Об'єкт розташований на території Маневицького району Волинської області, ДП «Поліське ЛГ», Чорторийське лісництво, кв. 29, вид. 1–38; кв. 40, вид. 1–31.
Площа — 188 га, статус отриманий у 1991 році.
Охороняються ділянки сосново-дубового лісу різного віку, де у підліску зростають ліщина звичайна, крушина ламка, горобина звичайна, а у трав'яному покриві - орляк звичайний, безщитник жіночий, щитник чоловічий, ожина сиза, журавлина болотна, брусниця, лохина, суниці лісові, конвалія звичайна, багно звичайне. Трапляється рідкісний вид, занесений до Червоної книги України – сон розкритий. 
У заказнику мешкає багато видів фауни: лось, свиня дика, олень благородний, сарна європейська, борсук європейський, лисиця звичайна, заєць сірий, куниця лісова, багато співочих птахів.